# Introd
Introd is een gemeente in de Italiaanse regio Aostadal en telt 573 inwoners (31-12-2004). De oppervlakte bedraagt 19,7 km², de bevolkingsdichtheid is 29 inwoners per km².
De volgende frazioni maken deel uit van de gemeente: Le Bioley, Le Buillet, Chevrère, Crée, Delliod, Junod, Les Combes, Le Norat, Plan-d'Introd, Tâche, Les Villes-Dessous, Les Villes-Dessus.

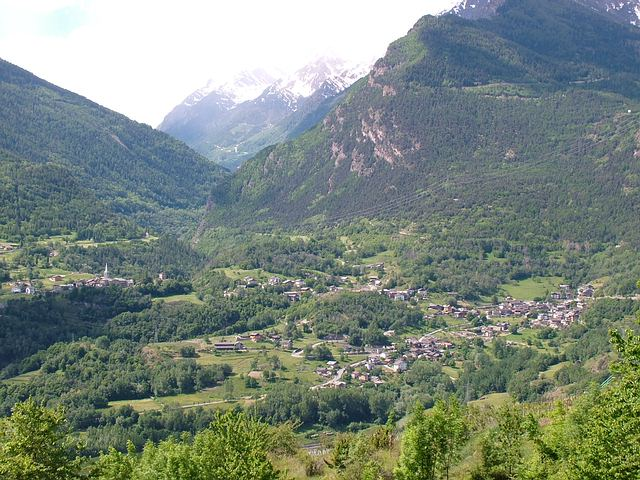
Introd
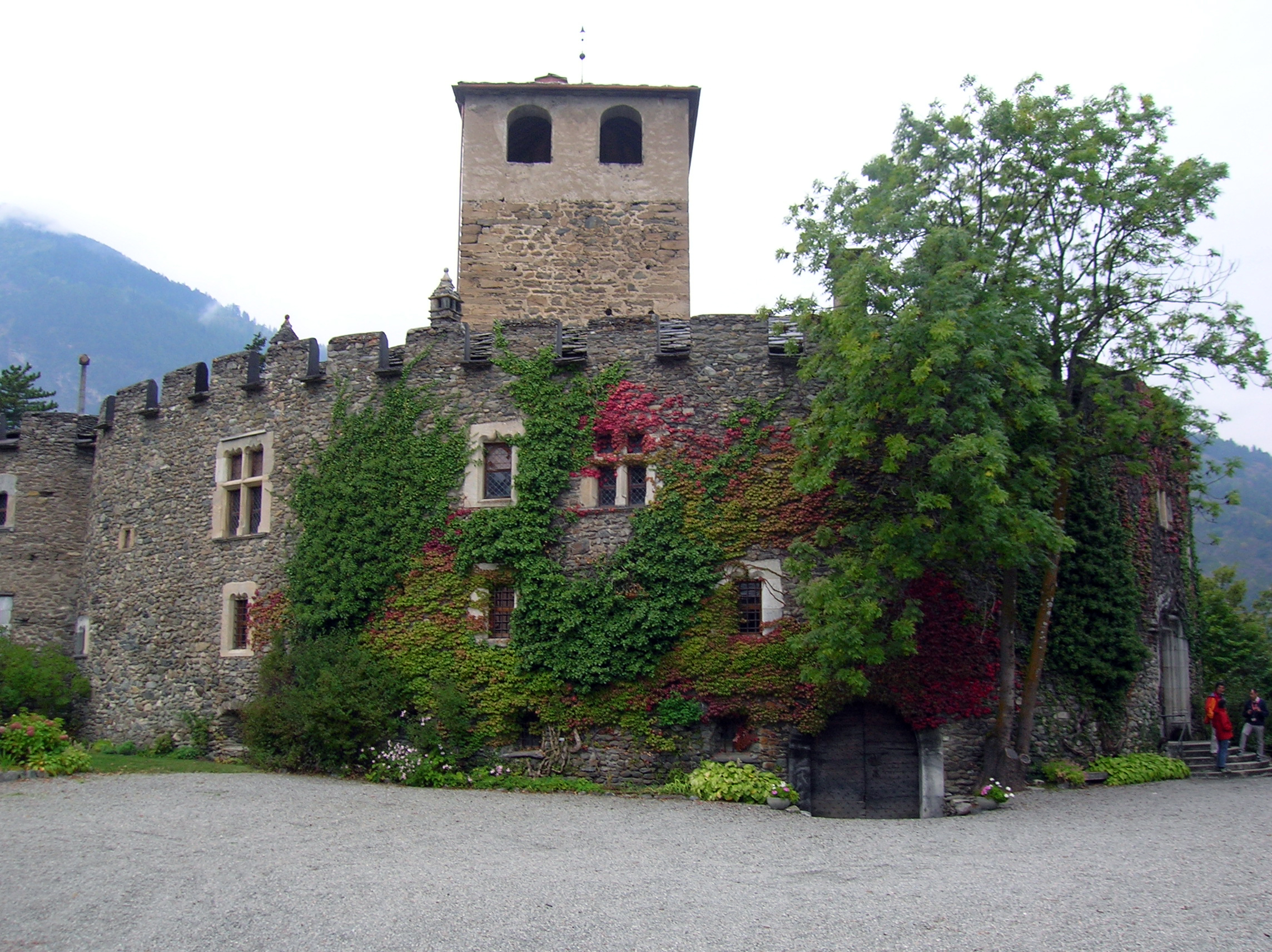
Kasteel Introd
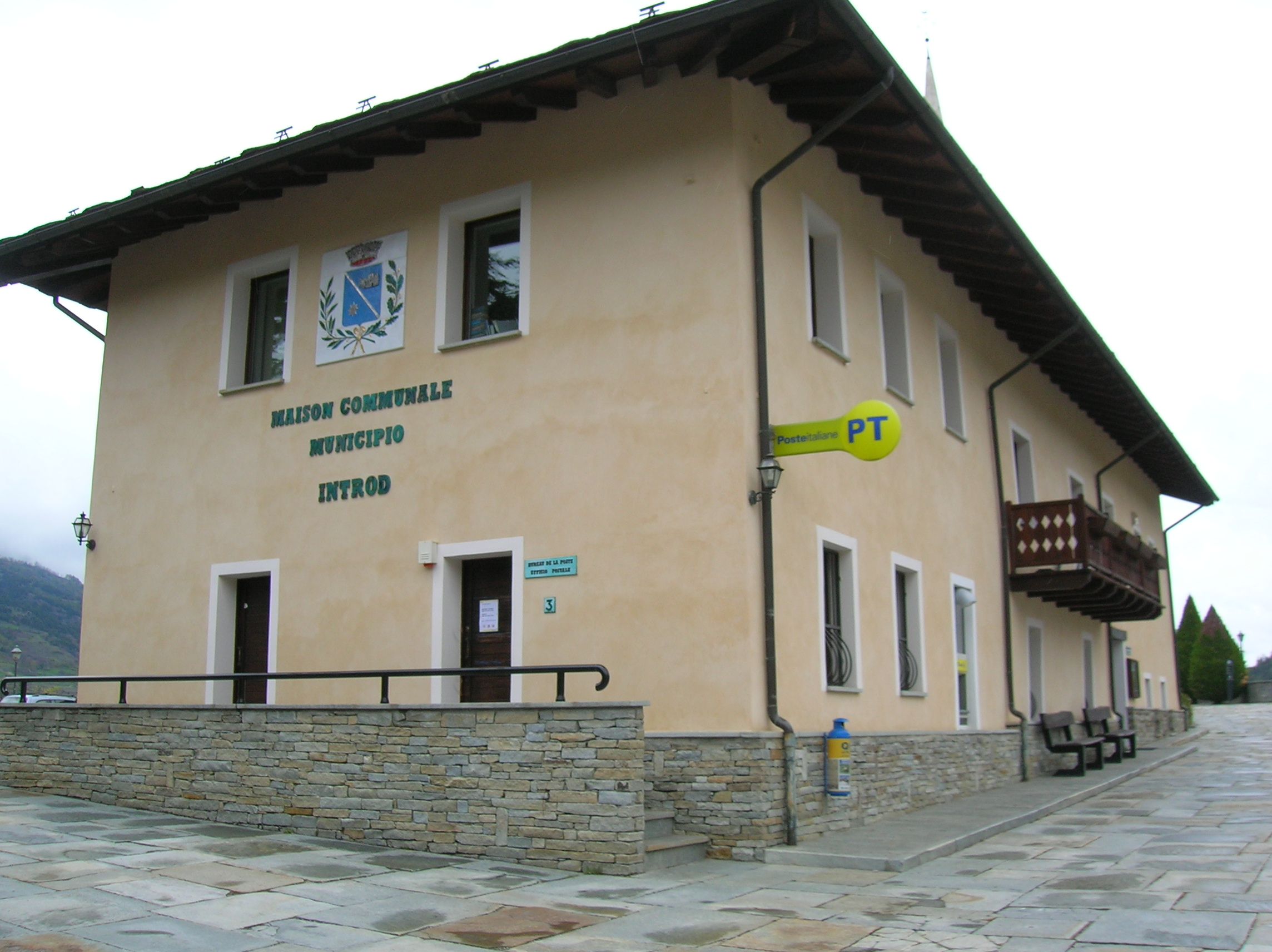
Gemeentehuis

## Demografie
Introd telt ongeveer 285 huishoudens. Het aantal inwoners steeg in de periode 1991-2001 met 6,8% volgens cijfers uit de tienjaarlijkse volkstellingen van ISTAT.
| Jaar | Inwoneraantal |
| ---- | ------------- |
| 1991 | 515           |
| 2001 | 550           |

## Geografie
De gemeente ligt op ongeveer 880 m boven zeeniveau.
Introd grenst aan de volgende gemeenten: Arvier, Rhêmes-Saint-Georges, Valsavarenche, Villeneuve.

## Trivia
- Paus Johannes Paulus II bracht regelmatig zijn zomervakanties door in Introd. Hij verbleef dan altijd in het speciaal voor hem gebouwde chalet Les Combes, waar ook paus Benedictus XVI zijn zomervakantie doorbracht.[2]

- In de zomer van 2009 bracht paus Benedictus XVI van 13 tot 29 juli hier zijn zomervakantie door.[3] Hij liep er tijdens het verblijf een lichte polsbreuk op. Op 21 juli van dat jaar kwam de Tour de France langs Introd. Ter gelegenheid van die etappe zond de paus zijn bijzondere groeten aan het peloton.